# Richard Ibghy et Marilou Lemmens
Pour les articles homonymes, voir Lemmens.
Richard Ibghy et Marilou Lemmens forment un duo d'artistes en arts visuels, basé à Durham-Sud (Québec, Canada).
Leurs œuvres, exposées dans des musées majeurs comme le Istanbul Modern et le Musée d'art contemporain de Montréal, portent entre autres sur le rapport au travail et à l'économie,,,.
Récipiendaires du prix Giverny Capital (en) 2019, ils ont été sélectionnés comme boursiers de la Fondation Grantham, en 2020,,.

## Musées et collections publiques

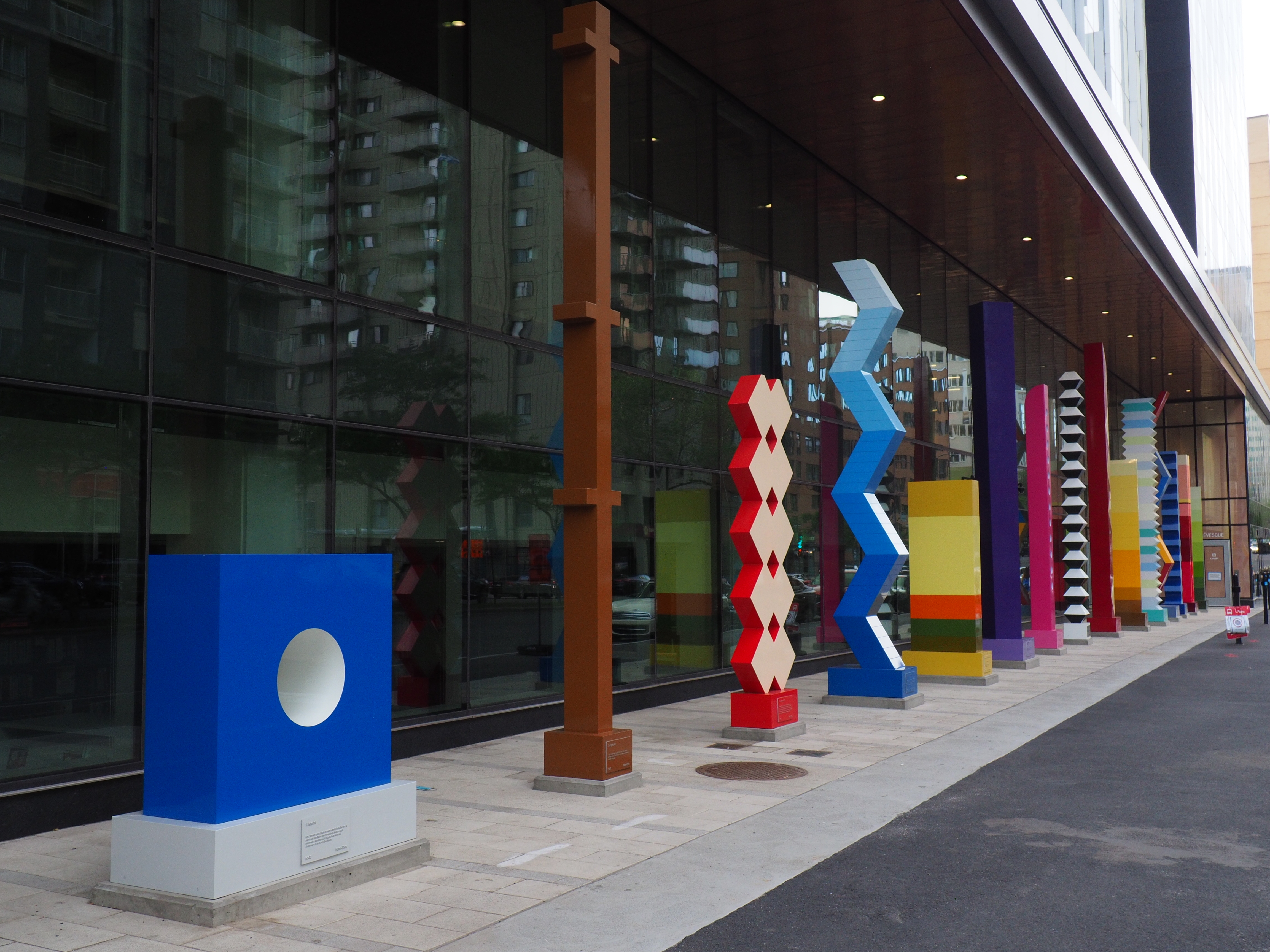
Œuvre d'Ibghy & Lemmens au CHUM, sur le boulevard René-Lévesque à Montréal.

- L’Affaire Louis Robert, 2020, Collection Musée national des beaux-arts du Québec[9].